# 6233 Кімура
6233 Кімура (6233 Kimura) — астероїд головного поясу, відкритий 8 лютого 1986 року.
Тіссеранів параметр щодо Юпітера — 3,295.